# Boltzmann-hjärna
En Boltzmann-hjärna är ett tankeexperiment som ger vid handen att det i ett oändligt universum är mer sannolikt att en hjärna med falska minnen (eller vilket annat objekt som helst) skapas spontant än att hjärnor skapas genom biologisk evolution.
Idén har fått sitt namn efter den österrikiska fysikern Ludwig Boltzmann, som på 1890-talet lade fram tesen att lokalt ordnade tillstånd kan uppstå spontant genom slumpmässiga fluktuationer, också i system som uppnått termodynamisk jämvikt, alltså maximal oordning. Antagandet stred mot den bland fysiker etablerade uppfattningen att entropin i ett slutet system inte kan minska, alltså att ett sådant system inte kan gå från oordning till ordning (känt som termodynamikens andra huvudsats). Boltzmanns meningsmotståndare framhöll att om han hade rätt skulle, i ett oändligt universum, allt som var möjligt också skapas, exempelvis hjärnor med minnen. Sannolikheten för sådana tillstånd var visserligen extremt liten, men större än noll. Om universum var oändligt i tid eller rum skulle också det osannolika inträffa, inte bara en gång utan oändligt antal gånger. Sådana här ”Boltzmann-hjärnor” var därför också vanligare än riktiga hjärnor, varav följer att den som tänker en tanke i själva verket troligen är en Boltzmann-hjärna. Detta var uppenbart orimligt, menade man. Boltzmanns tes var därför felaktig.
Det skulle dock visa sig att Boltzmanns idé var riktig. Ordning kan uppstå spontant. Många fysiker har diskuterat den till synes paradoxala slutsatsen, utan att komma till någon klar gemensam ståndpunkt. 
En grundfråga är om universum faktiskt har oändlig utbredning i rum och/eller tid. Frågan saknar säkert svar. Om universum har en platt eller öppen geometri skulle dess volym kunna vara oändlig. Enligt gängse kosmologisk teori skapades tid och rum vid Big Bang i ett tillstånd av låg entropi (alltså hög ordning) för cirka 13,8 miljarder år sedan. Vad gäller om universum är oändligt i tiden så utvidgas universum sedan cirka 5 miljarder år allt snabbare, men det är inte säkert att detta kommer att fortsätta för evigt. Det är möjligt att expansionshastigheten kommer att avta och vändas till en kontraktion som slutar i en Big Crunch, fast det anses mindre troligt enligt nutida observationsdata. I så fall skulle universum inte vara oändligt i tiden, såvida det inte uppstår nya Big Bang i all oändlighet.
Om universum skulle fortsätta att utvidgas i det oändliga kommer materietätheten att successivt minska. Detta behöver dock inte förhindra att ordnade materietillstånd uppstår eftersom det ständigt uppstår virtuella partiklar i vakuumet, partiklar som nästan omedelbart förintas.
Liv och medvetande som vi känner det är beroende av att naturlagarna och ett antal naturkonstanter är mycket lika vad som gäller i vårt nutida universum (se Antropiska principen). Vi vet inte om dessa lagar och ”konstanter” faktiskt är oföränderliga. På lång sikt, i ett evighetsperspektiv, kanske de förändras så att Boltzmann-hjärnor inte kan existera.
En annan typ av oändlighet kan uppkomma om vi lever i ett multiversum. I ett sådant fall är vårt universum bara ett av kanske oändligt många parallella universum.
Vad gäller den typ av ordnade tillstånd som kan kallas hjärnor, vet vi inte om subjektiva upplevelser, medvetande eller ”qualia”, till fullo går att reducera till materiella samband (se Det svåra problemet).